# Monastère de Sainte-Claire de Murcie
Pour les articles homonymes, voir Monastère Sainte-Claire.
Le monastère Sainte-Claire est un complexe monastique de l'ordre des Pauvres Dames situé dans la ville de Murcie, dans la région de Murcie (Espagne). Le bâtiment date du XIVe siècle, occupant l'ancien bâtiment musulman Al-Qasr al-Sagir datant du XIIIe siècle.
C'est l'un des bâtiments historiques les plus importants de la ville car il possède des vestiges architecturaux du palais arabe. Le monastère possède également un cloître et un chœur gothiques et une église baroque.
Une partie du bâtiment abrite actuellement le musée de Sainte-Claire, tandis que dans l'aile ouest se trouve le Centre culturel Las Claras de CajaMurcia (es).